# 里约格朗德航空
里約格朗德航空（葡萄牙語：Viação Aérea Rio-Grandense S/A，简称VARIG/巴西航空）是巴西歷史上第一家航空公司，於1927年成立于阿雷格里港。1965年至1990年期间，里約格朗德航空曾經是巴西唯一的國際航空公司。2005年，里約格朗德航空申請破产保护，公司整體拍賣不果之后，公司於2006年10月分拆为兩部分。第一部分是組建東北地區航空（Nordeste Linhas Aéreas S/A），公司以“Nordeste”品牌名稱營運，後來於2008年更名为弗萊克斯航空；而另一部分是組建VRG航空（VRG Linhas Aéreas S/A），並獲准以“VARIG”品牌名稱營運，VRG航空後來於2008年被高尔航空公司收購，“VARIG”這一品牌也被收歸高尔航空旗下。
里約格朗德航空曾於1993年至1998年飛航里約熱内盧-聖保羅-約翰尼斯堡-曼谷-香港的航班。

## 机队（2006年）
- 波音737-300
- 波音737-400
- 波音737-700
- 波音737-800
- 波音757-200
- 波音767-300ER
- 波音777-200
- 麦道MD-11

## 空難
- 里約格朗德航空820號班機空難
- 里約格朗德航空254號班機空難
- 里約格朗德航空967號班機空難